# Christer Wiklund (zoolog)
För andra betydelser, se Christer Wiklund.
Thure Christer Wiklund, född den 6 mars 1945,  död den 21 maj 2024, var en svensk zoolog. 
Wiklund disputerade 1975 vid Stockholms universitet och utnämndes 1998 till professor i ekologisk zoologi vid samma lärosäte, där han sedan var verksam som emeritus. Hans forskning var inriktad på fjärilars evolutionära ekologi, såsom deras partnerval, fortplantning, energetik och värdväxtval. Han invaldes 1999 som ledamot av Vetenskapsakademien. Sedan 2014 var Wiklund hedersmedlem i Royal Entomological Society.

### Tryckt litteratur
- Kungl. Vetenskapsakademiens årsberättelse 2000 (Documenta no. 72). Stockholm: Kungl. Vetenskapsakademien. 2001. sid. 48. ISSN 0347-5719 Libris 3682164
- Övriga publikationer(engelska)

### Fotnoter
1. ↑  Thure Christer Wiklund, Ratsit
2. ↑  Wiklund, Christer (1975) (på engelska). Ecological and evolutionary aspects on the host plant biology of Papilio machaon L. [Diss. (sammanfattning)]. Stockholm. Libris 344951
3. ↑  Professor Christer Wiklund, Royal Entomological Society.